# ملكة جمال فرنسا 2020
ملكة جمال فرنسا 2020 هي النسخة التسعين من مسابقة ملكة جمال فرنسا ، التي أقيمت في 14 ديسمبر 2019 في قبة مرسيليا في مرسيليا. توجت بنهاية الحدث كليمنس بوتينو من غوادلوب من قبل ملكة جمال فرنسا السابقة فايمالاما تشافيس من تاهيتي، مثلت فرنسا في مسابقة ملكة جمال الكون 2021، واحتلت المرتبة العاشرة، استضاف المسابقة جان بيير فوكو، وسيلفي تيلير، وملكة جمال فرنسا 2019 فايمالاما تشافيس، مع أداء روبي ويليامز وشافيس. شغل لاعب كرة القدم أماندين هنري منصب رئيس لجنة التحكيم.

## النتائج

### المراكز النهائية
| النتائج النهائية     | المتنافسة |
| -------------------- | --- |
| ملكة جمال فرنسا 2020 | - غوادلوب - كليمنس بوتينو |
| الوصيفة الأولى       | - بروفنس - لو روات |
| الوصيفة الثانية      | - تاهيتي - ماتاهاري بوسكيه |
| الوصيفة الثالثة      | - بورغندي - صوفي ديري |
| الوصيفة الرابعة      | - كوت دازور - مانيل سواهليا |
| أفضل 15              | - النورماندي - مارين كلوتور (الوصيف الخامس) - بايي دو لا لوار - إيفانا كارتود (الوصيفة السادسة) - ألزاس - لورا ثيودوري - آكيتين - جوستين دلماس - سانتر-فال دو لوار- جايد سيمون أبادي - إيل دو فرانس - إيفلين دي لاريشودي - بيكاردي - مورغان فرادون - بواتو شارنت - أندريا غالان - لا ريونيون - ماري مورجان ليبون - سانت مارتن وسانت بارتيليمي - ليلى بيري |